# محمود بياتي (لاعب كرة قدم)
محمود بياتي، من مواليد 22 مارس 1928م، وهو لاعب كرة قدم إيراني سابق ومركزه مهاجم، نشأ حياته في العاصمة الإيرانية طهران ، وبدأ اللعب مع نادي تاج الإيراني، ولعب في دورة الألعاب الآسيوية 1951م و1958م ، وعمل مدرباً للمنتخب الإيراني لكرة القدم ببطولة كأس آسيا سنة 1968م، حيث توج إيران اللقب للمرة الثانية في التاريخ.